# Honduras Britânicas nos Jogos Olímpicos de Verão de 1968
As Honduras Britânicas (atual Belize) competiram nos Jogos Olímpicos de Verão de 1968, realizados em Cidade do México, México.